# Sukrauli
Sukrauli (nepalski: सुक्रौली)  – gaun wikas samiti w zachodniej części Nepalu w strefie Lumbini w dystrykcie Nawalparasi. Według nepalskiego spisu powszechnego z 2001 roku liczył on 783 gospodarstw domowych i 4937 mieszkańców (2419 kobiet i 2518 mężczyzn).